# Уилсон, Филипп Эдвард
Филипп Эдвард Уилсон (англ. Philip Edward Wilson, 2 октября 1950, Новый Южный Уэльс, Австралия — 17 января 2021) — католический прелат, епископ Вуллонгонга с 12 апреля 1996 года по 30 ноября 2000 год, архиепископ Аделаиды с 3 декабря 2001 года по 30 июля 2018 года.

## Биография
23 августа 1975 года Филипп Эдвард Уилсон был рукоположён в священника, после чего служил в епархии Мейтленда.
12 апреля 1996 года Римский папа Иоанн Павел II назначил Филиппа Эдварда Уилсона епископом Вуллонгонга. 10 июля 1996 года состоялось рукоположение Филиппа Эдварда Уилсона в епископа, которое совершил архиепископ Сиднея кардинал Эдуард Бид Клэнси в сослужении с епископом Вуллонгонга Вильямом Эдвардом Мюррем и епископом Мейтленда-Ньюкасла Лео Моррисом Кларком.
30 ноября 2000 года был назначен вспомогательным епископом архиепархии Аделаиды. 3 декабря 2001 года Римский папа Иоанн Павел II назначил Филиппа Эдварда Уилсона архиепископом Аделаиды.

## Арест и приговор
22 мая 2018 года судом Ньюкасла 67-летний Уилсон был признан виновным в сокрытии известных ему совершённых в 1970-е годы его бывшим коллегой (на момент суда уже не находящимся в живых) сексуальных преступлений в отношении как минимум четырёх мальчиков. 3 июля суд приговорил Уилсона к 12 месяцам тюремного заключения. Таким образом, Уилсон стал самым высокопоставленным католическим должностным лицом в мире, когда-либо осуждённым за сокрытие сексуальных преступлений. Тем не менее, архиепископ Уилсон немедленно обжаловал вынесенный ему приговор, и 6 декабря 2018 года его апелляция была удовлетворена, и с него были сняты все обвинения.
После вынесения приговора подал в отставку, которая была принята Римским папой 30 июля 2018 года.